# Шевченківський район (Чернівці)
Шевче́нківський райо́н (до 2003.— Ленінський) — колишній район міста Чернівців. Існував з 1965 по 2016 роки. Розташовувався на правому високому березі Пруту, на сході межував з Першотравневим, на півночі — із Садгірським районами міста. Територія району займала площу 50 км².
Район ліквідовано з 01.01.2016 року Рішенням 62 сесії Чернівецької міської ради VI скликання за № 1542 "Про адміністративно-територіальний устрій міста Чернівців" від 26 березня 2015 року. Рішення про ліквідацію районного поділу у Чернівцях прийнято відповідно вимог підготовки до адміністративно-територіальної реформи, зменшення видатків на утримання управлінського апарату державних виконавчих органів, посилення основ самоврядування, спрощення доступу громадян до адміністративних послуг, приведення управління територією до європейських стандартів.

## Загальні відомості про район та соціальна характеристика
Район утворений 4 січня 1965 року.

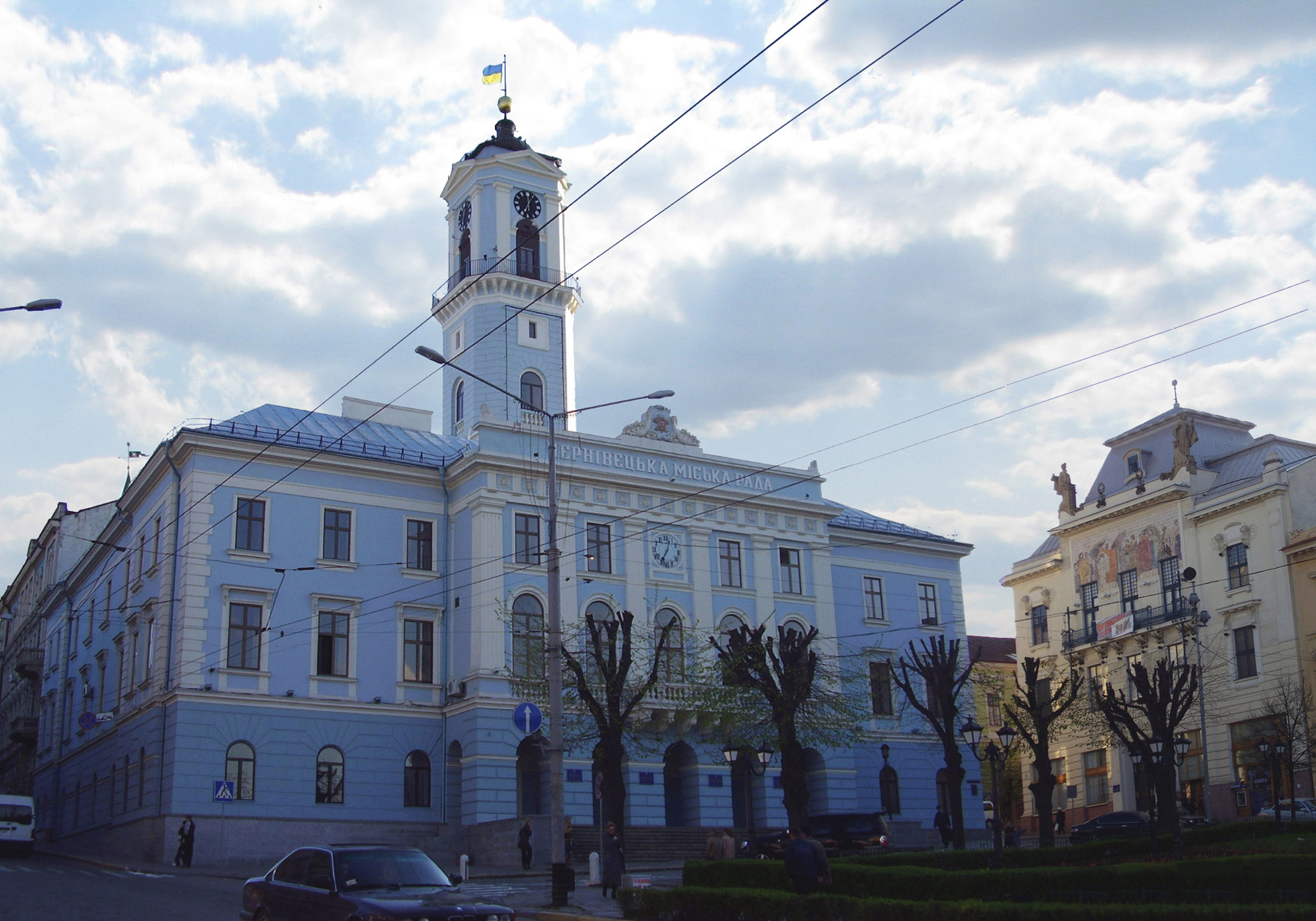
Міська ратуша Чернівців

Історико-культурна спадщина старовинних Чернівців — це цілісний ансамбль середини XIX — початку XX століть, левова частка якого розміщена в Шевченківському районі. Ядро історичної австрійської забудови району сформувалося навколо площі Ринок — сучасної Центральної площі. Більшість пам'яток архітектури це будинки в щільній забудові площ Центральної, Театральної, Філармонії, вулиць І. Франка, Головної, Богомольця, Б. Хмельницького, та ряду інших. Слід окремо виділити твори ведучих зодчих Австро-Угорщини: колишню резиденцію буковинських митрополитів (нині приміщення займає Чернівецький національний університет імені Юрія Федьковича), міську ратушу, якій вже понад 155 років, приміщення обласного драматичного театру.

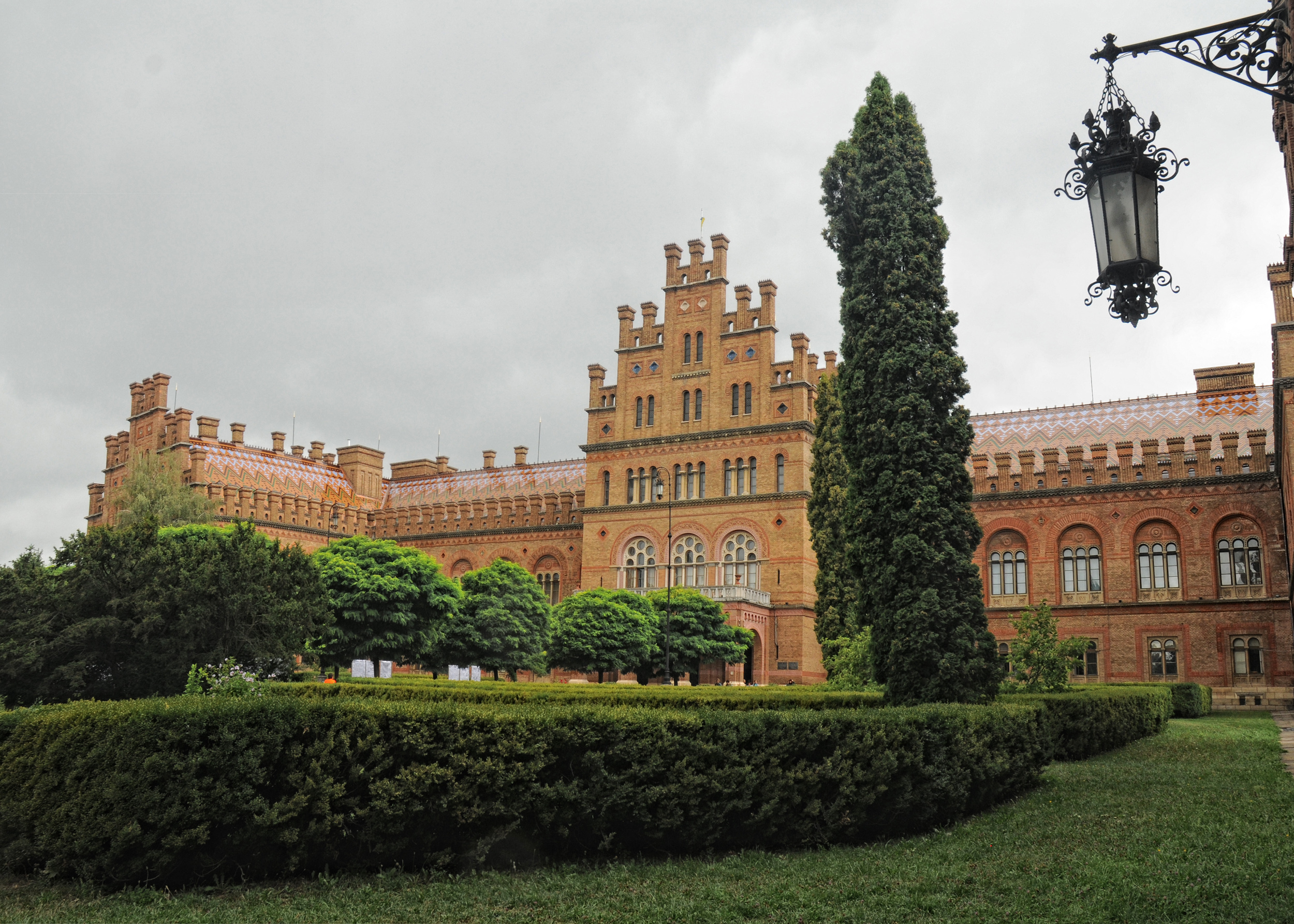
Чернівецький національний університет

Чернівці було і є освіченим інтелігентним університетським містом, а епіцентр його науково-освітнього потенціалу знаходиться саме в Шевченківському районі. На території району розташовано 26 дитячих дошкільних установ, 16 шкіл, 5 середніх спеціальних навчальних закладів, 3 заклади професійно-технічної освіти, 3 гімназії, один ліцей та 6 вищих навчальних закладів. Серед останніх слід особливо виокремити провідні вузи Буковини: Чернівецький національний університет імені Ю. Федьковича та Буковинський державний медичний університет.
За даними Всеукраїнського перепису населення 2001 року, 62,5 тис. мешканців Шевченківського району мають загальну середню освіту, з них 45,6 тис. осіб — повну середню освіту, 50,0 тис. мешканців мають вищу освіту, з них 26,7 тис. осіб — повну вищу. Кількість мешканців району, які мають вищу освіту, порівняно з 1989 роком збільшилась на 95,1 %.
Культурний та мистецький потенціал району це унікальні пам'ятки архітектури і містобудування центральної частини старого міста, 30 пам'ятників історії та культури, два будинки культури, два кінотеатри, три театральні заклади. Серед найяскравіших мистецьких закладів слід відмітити обласний драматичний театр імені О. Кобилянської, обласну філармонію, нещодавно споруджений літній театр, обласний театр ляльок та театр-студію «Голос».
Традиційними для відпочинку чернівчан є центральний парк культури та відпочинку імені Т. Шевченка, парки ім. Ю. Федьковича, Жовтневий, ім. Шіллера, численні сквери та зелені рекреаційні зони району.
21 культова споруда різних конфесій.

## Історія перейменування району
З моменту створення, і тільки через 12 років після здобуття Україною незалежності, докладаючи немалих зусиль з боку керівництва районної ради, вдалося назвати район іменем Великого Кобзаря. Баталії з перейменування розпочалися 22 вересня 1992 року з винесення на розгляд X сесії районної ради XXI скликання депутатом Костянтином Катеринчуком пропозиції щодо зміни назви району.
Через засоби масової інформації були залучені найширші кола громадськості до подачі пропозицій, аргументованих міркувань з приводу нової назви району. До виконавчого комітету районної ради надійшов цілий ряд пропозицій, зокрема пропонували назви: Університетський, Цецинський, Замковий, Центральний, Західний, Шевченківський, Слов'янський. Проаналізувавши думки громадськості, 25 жовтня 1996 року на розгляд VIII сесії XXII скликання було внесено пропозицію змінити назву району на Шевченківський, так як його частина раніше носила цю назву, в районі знаходиться Центральний парк культури і відпочинку ім. Т. Г. Шевченка. Але в результаті голосування рішення не було прийнято.
На розгляд XIII сесії районної ради XXII скликання 29 грудня 1998 року було запропоновано дві назви: Західний та Шевченківський. Районна рада ухвалила рішення звернутися з клопотанням до міської ради провести опитування мешканців щодо перейменування Ленінського району на Шевченківський одночасно з проведенням виборів 29 березня 1998 року. Але міська рада відхилила дану пропозицію.
11 лютого 2000 року на IX сесії районної ради XXIII скликання депутати приймають рішення звернутися до міської ради з клопотанням про призначення місцевого референдуму щодо перейменування району. 16 квітня 2000 року було призначено референдум, в якому взяло участь 95147 громадян, і за результатами якого 57397 містян (або 60,23 %) віддали свої голоси за перейменування району.
На підставі підсумків референдуму, затверджених міською радою, сесія Чернівецької обласної ради 16 червня 2000 року направила клопотання про перейменування району до Верховної Ради України.
Але перед тим, як дане питання включалося до порядку денного сесії Верховної Ради, його попередньо розглядав профільний комітет, де у той час переважали противники символів національного відродження України, які відхилили ініціативу, знехтувавши результатами місцевого референдуму.
Тому керівництво району продовжувало цілеспрямовану боротьбу за перейменування, і з часом добилося підтримки як у Верховній Раді, так і в центральних засобах масової інформації.
Як підсумок, лише через два роки після проведення референдуму 9 липня 2003 року на засіданні Верховної Ради України прийнято постанову про перейменування Ленінського району на Шевченківський. За перейменування проголосували 307 народних депутатів України.
24 липня 2003 року відбулося урочисте пленарне засідання районної ради, присвячене перейменуванню району.

## Населення
За результатами Всеукраїнського перепису населення 2001 року, загальна кількість постійного населення району становить 139,1 тисяч осіб, що становить 58,5 відсотків населення міста, тобто більше половини чернівчан мешкає в Шевченківському районі. З них 64,0 тис. осіб (46 %) складають чоловіки і 75,1 тис. осіб (54 %) — жінки.
З числа постійного населення на території району кількість громадян України становить 138,5 тис. осіб, громадян інших держав (переважно країн СНД) — 0,5 тис. осіб, без громадянства — 76 осіб.
Для Чернівців в цілому і для району зокрема характерна висока щільність населення, яка становить 2816 осіб на кв. км. Для порівняння, з трьох районів міста найбільш щільно заселений Першотравневий (3572 осіб/кв. км), а найменш щільно — Садгірський (355 осіб/кв. км).
За даними перепису населення, Шевченківський район міста є найбільш багатонаціональний. Тут проживають представники 58 національностей і народностей. Зокрема, 78,1 % населення району складають українці, 12,7 % — росіяни, 4,9 % — румуни, 1,5 % — молдовани, по 0,6 % — поляки та євреї, 0,4 % — білоруси та 1,2 % — представники інших національностей.

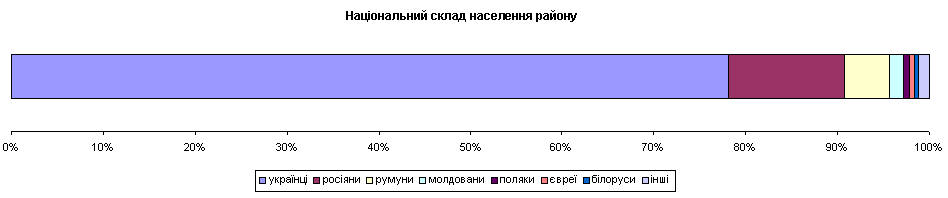

Українську мову вважали рідною 77,2 % населення району, що на 18,9 відсоткового пункту більше, ніж за даними перепису 1989 року.
Число довгожителів віком 100 років і старших на території міста становить 12 осіб, з них на території Шевченківського району — 8 осіб.
Щодо структури вікового складу населення району, то осіб віком до 9 років налічується 12,4 тис., віком від 10 до 29 років — 48,6 тис., віком від 30 до 59 років — 56,3 тис., віком 60 років і старших — 21,8 тис. осіб. Зменшення частки дітей віком до 9 років у загальній кількості населення поряд із суттєвим зростанням частки осіб непрацездатного віку продовжує ускладнювати демографічну ситуацію району та зумовлює старіння його населення.

## Економіка району
Економіка району представлена широким спектром галузей виробництва, торгівлі, послуг та соціальною інфраструктурою, характерною для обласного центру. Специфікою є наявність розвинутої мережі суб'єктів господарювання малого та середнього бізнесу, мережі ринків, фінансових установ та закладів торгівлі.
Шевченківський район не є промисловим епіцентром міста, однак на його території розміщено цілий ряд потужних виробничих підприємств. Приріст обсягів виробництва на них в 2005 році у порівнянні з 2004 роком склав 126,5 %. Серед лідерів промисловості слід виділити АТВТ «Трембіта», відоме далеко за межами Буковини, продукція якого експортується в Німеччину, Італію, Канаду і США. Обсяг виробництва найбільших промислових підприємств за 2005 рік склав: АТВТ «Трембіта» — 147025,0 млн. грн., СП «Сузір'я» — 16331,7 млн. грн. Обсяги промислового виробництва за 2005 рік всього по району склали 216370,5 млн. грн.
В районі надзвичайно розвинуті сфери торгівлі, громадського харчування та ринкова інфраструктура. Налічується 150 об'єктів громадського харчування та понад 500 об'єктів торгівлі. В останні роки домінує тенденція створення великих торгових центрів та супермаркетів, до найсучасніших слід віднести торгові комплекси «Колос» та «Майдан». На території району розташовано 11 ринків та мікроринків.
Ведеться житлове будівництво, зокрема споруджуються багатоквартирні будинки підприємствами ВКФ «Зірка» та ПМК-76, причому роботи останнього фінансує Київміськбуд разом з банком «Аркада» в рамках державної програми додаткового пенсійного забезпечення.
В районі розміщені фінансові та банківські установи, підприємства транспорту та зв'язку, 25 закладів охорони здоров'я, розвинута мережа сфери послуг, туристичних агенцій тощо.

## Житлове господарство

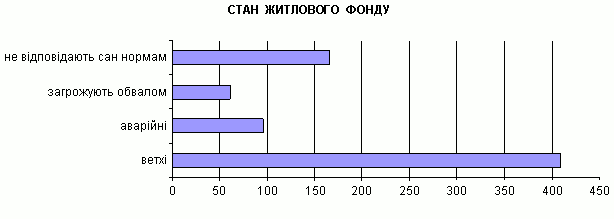

Житловий фонд району охоплює 2886 будинків місцевих рад, 3249 будинків ЖБК, приватних і відомчих та 32 будинки товариств співвласників багатоквартирних будинків. Особливістю району є унікальний архітектурний ансамбль в центральній частині міста, який охоплює основні історико-культурні та архітектурні раритети Чернівців — площі Центральна, Театральна, Філармонії, вулиці Головна, І. Франка, Б. Хмельницького, Університетська та цілий ряд інших.
Будинки старої австрійської забудови, розташовані в центральній частині міста, вимагають особливої уваги, адже більшість з них мають понад столітню історію. Експлуатація будинків, що перебувають в комунальній власності територіальної громади міста, здійснюється п'ятьма комунальними житловими ремонтно-експлуатаційними підприємствами району (КЖРЕП) та двома приватними — ПП «Регіон-центр», ПП «Ремжитлосервіс».
За результатами обстеження житлового фонду в 2005 році виявлено 405 ветхих, 95 аварійних будинків, 59 будинків, із загрозою обвалу, 166 житлових приміщень не відповідають санітарно-технічним нормам.

## Районна рада і виконавчий комітет
За результатами виборів до районної ради XXIV скликання обрано 40 депутатів. Головою районної ради та виконавчого комітету обрано Михайла Пазюка, який очолює район з 21.12.1988 року. Заступником голови районної ради обрано Загороднюка Сергія Петровича.

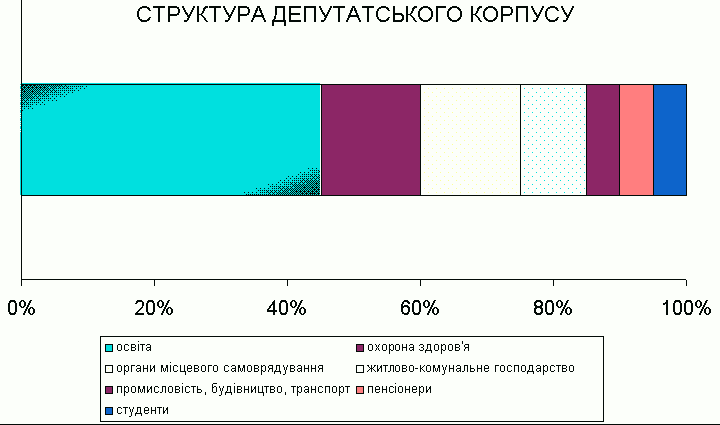

Щодо політичної структури ради, то по одному з представників депутатського корпусу є членами партій «Солідарність», Комуністичної партії України, партії Регіонів, СДПУ(о), ВО «Батьківщина» та Українського народного руху, два депутати — члени Народно-демократичної партії та 31 депутат — позапартійні.
В депутатському корпусі XXIV скликання 18 представників сфери освіти, по 6 — охорони здоров'я та органів місцевого самоврядування, 4 — житлово-комунального господарства, 2 — галузі промисловості, будівництва, транспорту і зв'язку, 2 пенсіонера та 2 студента вищих навчальних закладів.
Районною радою утворено 5 постійних депутатських комісій, засідання яких проводяться відповідно до затверджених планів роботи:
1. Постійна комісія з питань законності, регламенту, депутатської діяльності, етики, свободи совісті та гласності.
2. Постійна комісія з питань економіки, бюджету, фінансів, підприємництва, малого та середнього бізнесу.
3. Постійна комісія з питань житлово-комунального господарства, санітарного стану та благоустрою, охорони довкілля та раціонального використання природних ресурсів.
4. Постійна комісія з питань праці та соціального захисту населення, охорони здоров'я, материнства та дитинства.
5. Постійна комісія з питань освіти, науки, культури, духовного відродження, молоді та спорту.

Районною радою затверджено склад виконавчого комітету в кількості дев'яти осіб. Виконавчий комітет за посадою очолює голова районної ради Михайло Пазюк. Керуючий справами виконавчого комітету районної ради — Іван Адамко.